# Rauchenwarth
Rauchenwarth ist eine Gemeinde mit 803 Einwohnern (Stand 1. Jänner 2025) im Bezirk Bruck an der Leitha in Niederösterreich.

## Geografie
Rauchenwarth liegt im Industrieviertel in Niederösterreich, etwa zehn Kilometer südöstlich der Stadtgrenze von Wien auf einer Schotterplatte. Die Fläche der Gemeinde umfasst 13,41 Quadratkilometer, beinahe neunzig Prozent sind landwirtschaftliche Nutzfläche, drei Prozent sind bewaldet.

### Gemeindegliederung
Es gibt nur die Katastralgemeinde Rauchenwarth.
Von 1954 bis zu dessen Auflösung am 1. Jänner 2017 war Rauchenwarth Teil des Bezirks Wien-Umgebung.

### Nachbargemeinden
| Zwölfaxing | Schwechat                                   |           |
| Himberg    | Kompassrose, die auf Nachbargemeinden zeigt | Schwadorf |
|            | Ebergassing                                 |           |

## Geschichte

Rauchenwarth um 1872 (Aufnahmeblatt der Landesaufnahme)

Die ursprüngliche Anlage des Ortes, die Ende des 11. Jahrhunderts erfolgt sein dürfte, ist heute noch gut zu sehen: ein schmales Dreieckanger-Dorf, das im Norden vom Meierhof und einer kurzen Häuserzeile abgeriegelt ist. Erstmals urkundlich erwähnt wurde Rovhenwart (Rauchenwart) um 1257. In dieser Zeit bestand eine auf einem Hügel stehende Warte, von der aus ein Herannahen von Feinden mittels Rauchzeichen gemeldet wurde. Eine kleine Kirche des Ortes wurde bereits im Jahr 1375 genannt. In einer Verkaufsurkunde von 1494 wurde bezeugt Kaiser Maximilian I. den Verkauf des Dorfes an das Stift St. Dorothea zu Wien.
Im Türkenkrieg von 1683 wurden viele Einwohner getötet und der Ort zerstört. Mit Hilfe der Chorherren wurde Rauchenwarth wieder besiedelt. Rund hundert Jahre später kam der Ort unter die Verwaltung des Stiftes Klosterneuburg.
Im Jahr 1652 entsprang in einem Waldstück westlich des Dorfes eine Quelle dessen Wasser eine heilende Wirkung zugesprochen wurde. In den darauffolgenden Jahren entwickelte sich daraus ein Wallfahrtsort. Vor Ort wurden 1718 eine Kapelle und 1772 eine Kirche errichtet.
Nach dem Anschluss Österreichs an das Dritte Reich im Jahre 1938 wurde der Ort als Teil des neu geschaffenen 23. Bezirk Schwechat nach Groß-Wien eingegliedert. Die Gemeinde wurde 1954 durch die Abtrennung von Wien wieder selbständig.

### Einwohnerentwicklung
| Rauchenwarth: Einwohnerzahlen von 1869 bis 2025     | Rauchenwarth: Einwohnerzahlen von 1869 bis 2025 | Rauchenwarth: Einwohnerzahlen von 1869 bis 2025 | Rauchenwarth: Einwohnerzahlen von 1869 bis 2025 | Rauchenwarth: Einwohnerzahlen von 1869 bis 2025 |
| --------------------------------------------------- | ----------------------------------------------- | ----------------------------------------------- | ----------------------------------------------- | ----------------------------------------------- |
| Jahr                                                |                                                 |                                                 |                                                 | Einwohner                                       |
| 1869                                                | 1869                                            |                                                 | 584                                             | 584                                             |
| 1880                                                | 1880                                            |                                                 | 572                                             | 572                                             |
| 1890                                                | 1890                                            |                                                 | 544                                             | 544                                             |
| 1900                                                | 1900                                            |                                                 | 628                                             | 628                                             |
| 1910                                                | 1910                                            |                                                 | 554                                             | 554                                             |
| 1923                                                | 1923                                            |                                                 | 501                                             | 501                                             |
| 1934                                                | 1934                                            |                                                 | 502                                             | 502                                             |
| 1939                                                | 1939                                            |                                                 | 676                                             | 676                                             |
| 1951                                                | 1951                                            |                                                 | 454                                             | 454                                             |
| 1961                                                | 1961                                            |                                                 | 470                                             | 470                                             |
| 1971                                                | 1971                                            |                                                 | 474                                             | 474                                             |
| 1981                                                | 1981                                            |                                                 | 468                                             | 468                                             |
| 1991                                                | 1991                                            |                                                 | 514                                             | 514                                             |
| 2001                                                | 2001                                            |                                                 | 602                                             | 602                                             |
| 2011                                                | 2011                                            |                                                 | 658                                             | 658                                             |
| 2021                                                | 2021                                            |                                                 | 788                                             | 788                                             |
| 2025                                                | 2025                                            |                                                 | 803                                             | 803                                             |
| Quelle(n): Statistik Austria, Gebietsstand 1.1.2021 |                                                 |                                                 |                                                 |                                                 |

## Kultur und Sehenswürdigkeiten

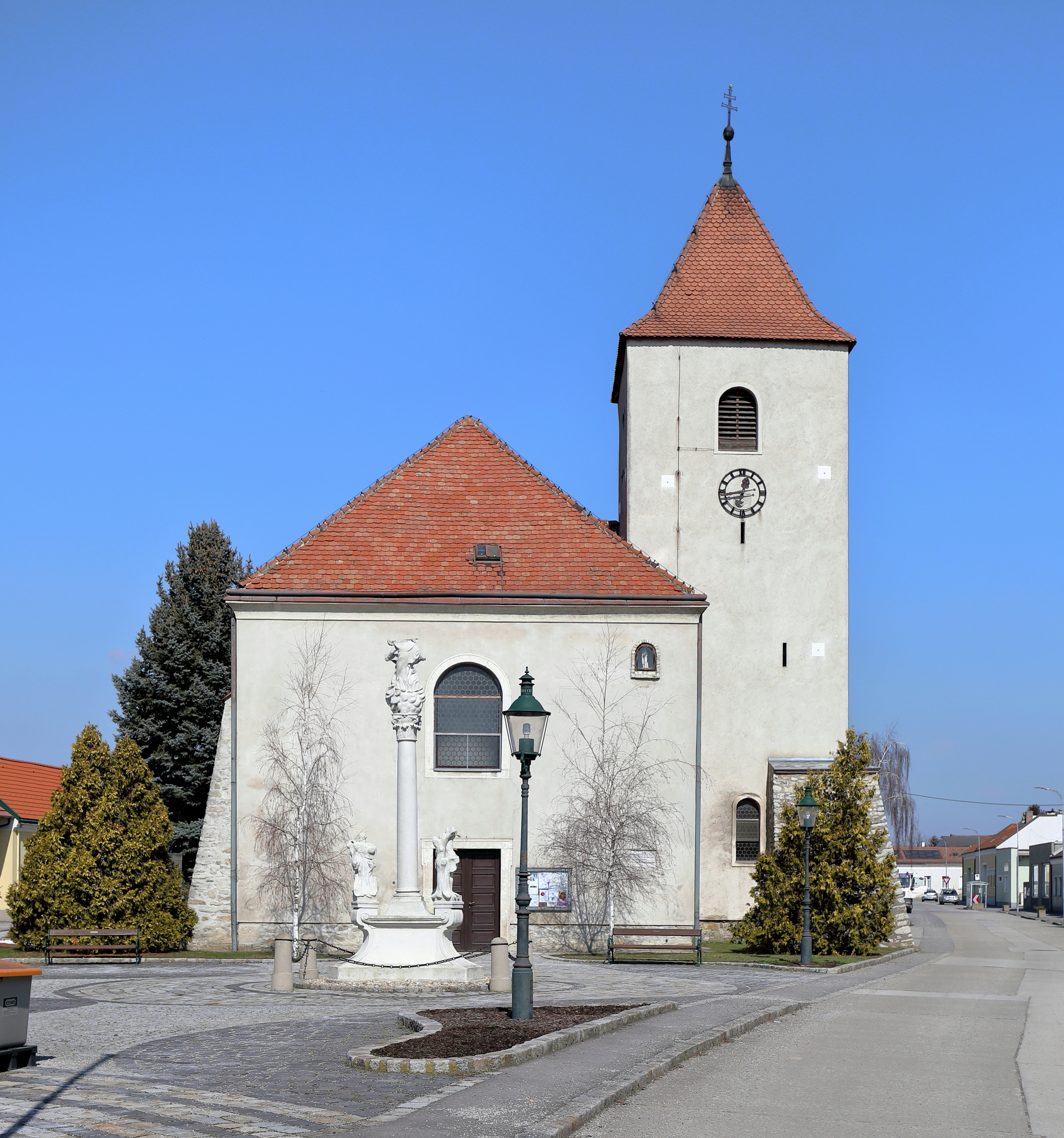
Pfarrkirche Rauchenwarth

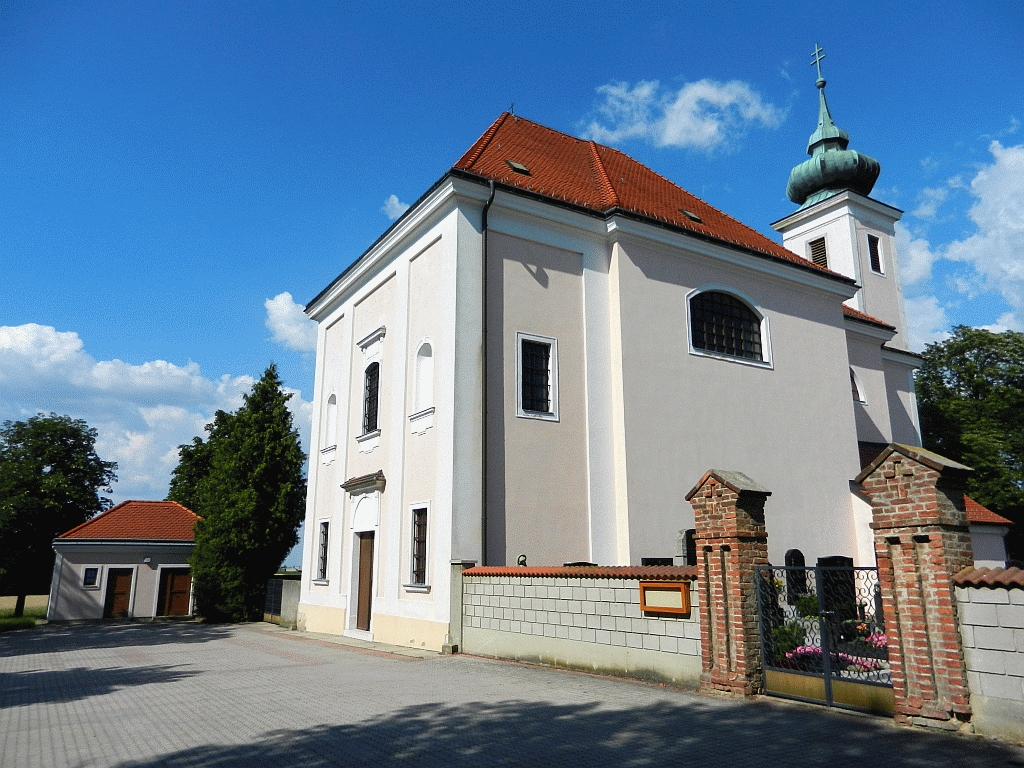
Wallfahrtskirche Maria Bründl

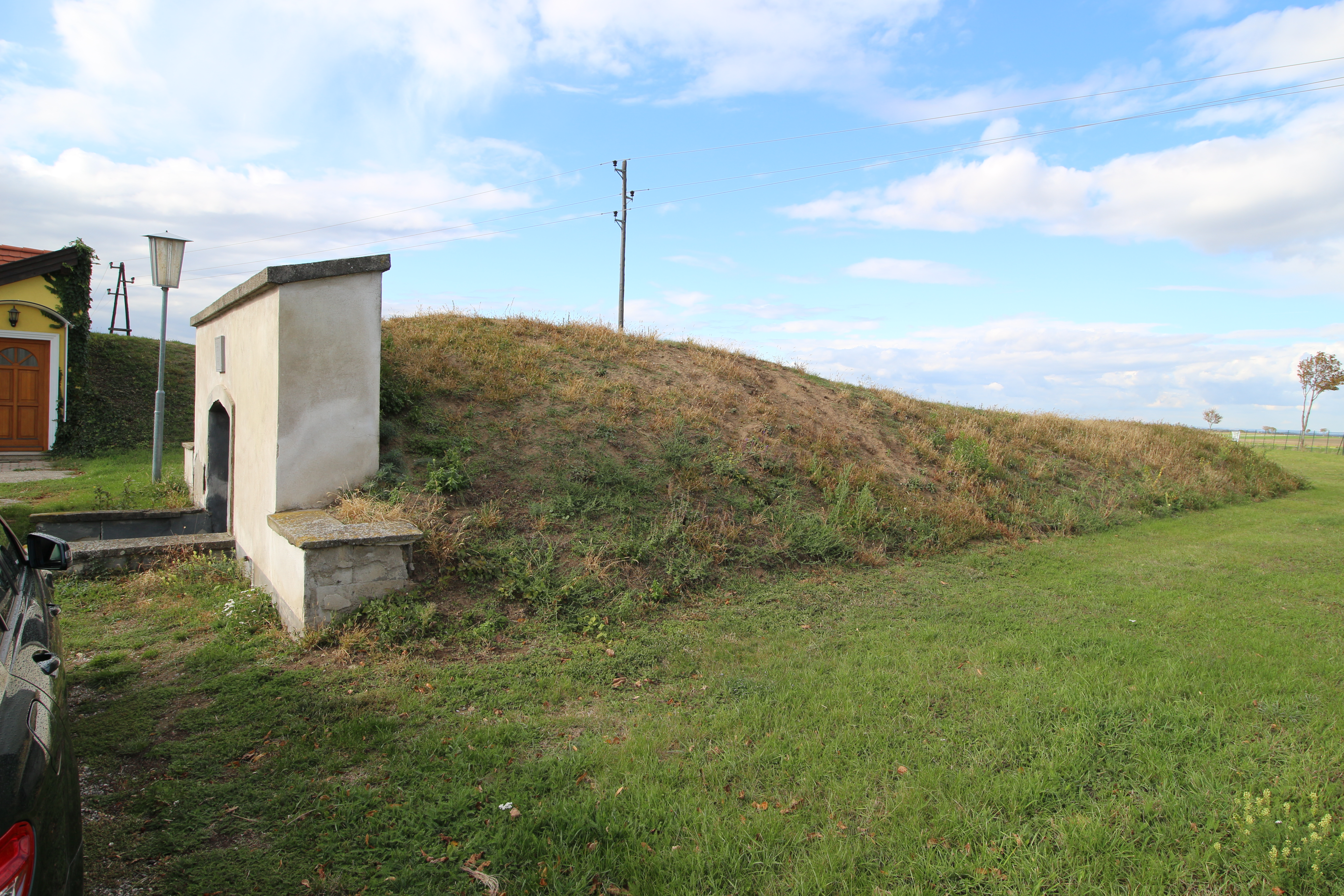
Kellergasse

- Katholische Pfarrkirche Rauchenwarth hl. Maria Magdalena
- Wallfahrtskirche Maria Bründl
- Ehemaliger Meierhof als Kulturzentrum

## Wirtschaft und Infrastruktur

### Wirtschaftssektoren
Von den 32 landwirtschaftlichen Betrieben des Jahres 2010 wurden 19 im Haupt-, zwölf im Nebenerwerb und einer von einer juristischen Person geführt. Im Produktionssektor waren 26 Erwerbstätige im Bereich Warenherstellung und 19 in der Bauwirtschaft beschäftigt. Die größten Arbeitgeber im Dienstleistungssektor waren die Bereiche freiberufliche Dienstleistungen (17), soziale und öffentliche Dienste (14), handel (13) und Beherbergung und Gastronomie (11 Mitarbeiter).
| Wirtschaftssektor            | Anzahl Betriebe | Anzahl Betriebe | Erwerbstätige | Erwerbstätige |
| Wirtschaftssektor            | 2011            | 2001            | 2011          | 2001          |
| ---------------------------- | --------------- | --------------- | ------------- | ------------- |
| Land- und Forstwirtschaft 1) | 32              | 38              | 27            | 30            |
| Produktion                   | 7               | 7               | 45            | 41            |
| Dienstleistung               | 37              | 14              | 62            | 21            |

1) Betriebe mit Fläche in den Jahren 2010 und 1999

### Arbeitsmarkt, Pendeln
Von den 359 Erwerbstätigen, die 2011 in Rauchenwarth wohnten, arbeiteten 79 in der Gemeinde. Mehr als drei Viertel pendelten zur Arbeit aus.

### Verkehr
Die Grenze im Nordwesten bildet die Budapester Straße B10.

### Bildung
In Rauchenwarth befindet sich ein Kindergarten.

## Politik

### Gemeinderat
Der Gemeinderat hat 15 Mitglieder.
- Nach den Gemeinderatswahlen in Niederösterreich 1990 hatte der Gemeinderat folgende Verteilung: 11 ÖVP und 4 SPÖ.
- Nach den Gemeinderatswahlen in Niederösterreich 1995 hatte der Gemeinderat folgende Verteilung: 12 ÖVP und 3 SPÖ.[8]
- Nach den Gemeinderatswahlen in Niederösterreich 2000 hatte der Gemeinderat folgende Verteilung: 12 ÖVP und 3 SPÖ.[9]
- Nach den Gemeinderatswahlen in Niederösterreich 2005 hatte der Gemeinderat folgende Verteilung: 12 ÖVP und 3 SPÖ.[10]
- Nach den Gemeinderatswahlen in Niederösterreich 2010 hatte der Gemeinderat folgende Verteilung: 12 ÖVP und 3 SPÖ.[11]
- Nach den Gemeinderatswahlen in Niederösterreich 2015 hatte der Gemeinderat folgende Verteilung: 12 ÖVP und 3 SPÖ.[12]
- Nach den Gemeinderatswahlen in Niederösterreich 2020 hatte der Gemeinderat folgende Verteilung: 11 ÖVP und 4 SPÖ.[13]
- Nach den Gemeinderatswahlen in Niederösterreich 2025 hat der Gemeinderat folgende Verteilung: 9 ÖVP und 6 SPÖ.[14]

### Bürgermeister
- 1912–? Josef Pflug (CSP)
- 1954–1975 Josef Thallmayer (ÖVP)
- 1975–1995 Walter Buchberger (ÖVP)
- 1995–2010 Josef Pflug (ÖVP)
- 2010–2021  Ernst Schüller (ÖVP)[15][16]
- seit 2021: Martin Kolber (ÖVP)[17]

### Wappen
Die Wappenbeschreibung liest sich laut niederösterreichischem Landesgesetzblatt (NÖ LGBl. 1211/46-0) wie folgt:
„Ein durch einen silbernen Wellenfaden gespaltener Schild, vorne in Blau ein gequaderter, zinnenbekrönter, naturfarbener, silberner Wachturm, aus dem naturfarbener, silberner Rauch aufsteigt; hinten in Grün zwei aus dem Schildesfuß wachsende goldene Ähren, die von einem geflochtenen goldenen Korb überdeckt werden.“

## Persönlichkeiten

### Ehrenbürger der Gemeinde
- 1923: Josef Pflug (1869–1937), Bürgermeister und Landwirt

### Personen mit Beziehung zur Gemeinde
- Silvia Kumpan-Takacs (* 1979), Politikerin (SPÖ), Gemeinderätin und Nationalratsabgeordnete